# Artoriellula bicolor
Artoriellula bicolor là một loài nhện trong họ Lycosidae.
Loài này thuộc chi Artoriellula. Artoriellula bicolor được Eugène Simon miêu tả năm 1898.